# Asha (Zoroastrism)
Asha ("Sanningen", fornpersiska: arta) är en arketyp, gudomlighet eller ärkeängel i zoroastrismen och förekommer i Zarathustras Sånger. Asha motsvarar för den rätta ordningen och naturlagen i zoroastrismen. 
Asha avser den rätta kosmiska ordningen, den rätta samhällsordningen och den rätta moraliska ordningen. I Avesta, zoroastrismens urkund, är Asha en av de sex Amesha Spenta som är skapade av Ahura Mazda för att hjälpa honom stärka de goda och förgöra det onda.
Asha Vahishta motsvarar i viss mening den indiska guden Varuna och är kopplad till det kosmiska elementet elden. Den indiska motsvarigheten till Asha är rita.
Asha kallas även Asha Vahishta (”Den bästa sanningen”) i Zarathustras Sånger.